# Oleh Sencov
Oleh Hennadijovyč Sencov (in ucraino Олег Геннадійович Сенцов?, nelle fonti inglesi Oleg Sentsov; Sinferopoli, 13 luglio 1976) è un regista, scrittore e militare ucraino, originario della Crimea, meglio conosciuto per il suo film del 2011 Gamer.
In seguito all'annessione russa della Crimea viene arrestato e condannato dalla corte russa a 20 anni di prigione, con l'accusa di aver complottato con atti di terrorismo.
Il 14 maggio 2018 inizia uno sciopero della fame a tempo indeterminato per protestare contro la detenzione di 65 prigionieri politici ucraini in Russia, chiedendo la loro liberazione.
Nell'ottobre 2018 il Parlamento europeo gli ha attribuito il Premio Saharov per la libertà di pensiero, il riconoscimento che premia le personalità e le organizzazioni che dedicano la loro vita alla difesa dei diritti umani e delle libertà individuali.
Il 7 settembre 2019 è stato scarcerato e trasferito in Ucraina nell'ambito di uno scambio di prigionieri tra Ucraina e Russia.
Con lo scoppio dell'invasione russa dell'Ucraina del 2022, Sencov si è unito dapprima alle Forze di difesa territoriale di Kiev prendendo parte alla difesa della capitale; successivamente è entrato nei ranghi della 47ª Brigata meccanizzata, ottenendo il grado di sottotenente e partecipando alla controffensiva ucraina del 2023, alla battaglia di Avdiïvka e ad altre battaglie della guerra come comandante di una compagnia d'assalto.

## Biografia
Sencov è nato il 13 luglio 1976 a Sinferopoli, in Crimea, nella Repubblica Socialista Sovietica Ucraina. Dal 1993 al 1998 studiò economia a Kiev. Realizza i suoi primi due cortometraggi: A Perfect Day for Bananafish (2008) e The Horn of a Bull (2009). Gamer,  il suo primo lungometraggio, debutta al Festival internazionale del cinema di Rotterdam nel 2012. Il suo successo in questo e in altri festival lo aiuta ad ottenere finanziamenti sicuri per il lungometraggio di Rhino, la cui produzione viene posticipata a causa del suo lavoro con il movimento di protesta dell'Euromaidan (le riprese era previsto che iniziassero nell'estate 2014).
Dopo la protesta dell'Euromaidan del novembre 2013 Sencov diventa un attivista dell'"Automaidan" e durante la crisi della Crimea del 2014 aiuta a consegnare cibo e rifornimenti ai militari ucraini intrappolati nelle loro basi. Sencov ha dichiarato di non riconoscere l'annessione russa della Crimea.

## Arresto e processo

### Arresto
Sencov viene arrestato l'11 maggio 2014 in Crimea con l'accusa di "aver complottato per organizzare atti terroristici". Con Gennadij Afanas'ev, Aleksej Čirnigo e Aleksandr Kol'čenko, è diventato uno dei quattro cittadini ucraini detenuti dal Servizio segreto della Federazione Russa, che li ha accusati di cercare di compiere attacchi terroristici contro ponti, linee elettriche e monumenti pubblici nelle città della Crimea Sinferopoli, Jalta e Sebastopoli. Queste accuse sono punibili con carcere fino a 20 anni.
Dopo aver trattenuto Sencov senza accuse per tre settimane, il Servizio di sicurezza federale ha accusato i quattro ucraini di essere "parte di una comunità terroristica, di effettuare esplosioni con dispositivi fatti in casa il 9 maggio 2014 vicino al memoriale della Fiamma eterna e al monumento di Lenin a Sinferopoli, di incendiare gli uffici dell'organizzazione pubblica della Comunità russa di Crimea e la filiale del partito Russia Unita a Sinferopoli il 14 aprile e il 18 aprile 2014". Sencov, Afanas'ev, Čirnigo e Kol'čenko furono anche accusati di appartenere al gruppo paramilitare nazionalista ucraino Pravyj Sektor, un'affermazione che sia Sencov che Pravyj Sektor negarono. I pubblici ministeri russi dichiararono che Sencov ha confessato il coinvolgimento con i terroristi, ma il regista e il suo avvocato Dmitrij Dinze, che difende anche le componenti delle Pussy Riot Nadežda Tolokonnikova e Marija Alëchina, hanno negato e Sencov stesso ha dichiarato di essere stato picchiato e minacciato di stupro per forzare la sua confessione. Secondo gli avvocati di Sencov, gli investigatori hanno rifiutato di aprire un caso sulla base delle sue accuse di tortura, suggerendo che i suoi lividi erano autoinflitti e che era appassionato di sadomasochismo.
Dal 19 maggio 2014 Sencov è detenuto nella prigione di Mosca di Lefortovo. Il 26 giugno 2014 il consiglio presidenziale russo per i diritti umani si è appellato al vice procuratore generale Viktor Grin per esaminare le circostanze relative agli arresti di Sencov e Kol'čenko. Una risposta, pubblicata sul sito web del comune, ha dichiarato che i pubblici ministeri non hanno trovato "nessun motivo" per alterare la detenzione di uno dei due sospetti. Il 7 luglio 2014 l'arresto di Sencov è stato prorogato fino all'11 ottobre. Ad ottobre 2014 il suo arresto è stato nuovamente prorogato fino all'11 gennaio 2015.
Le autorità ucraine sono state bandite dalle loro controparti russe per contattare o aiutare Sencov. Dopo l'annessione russa della Crimea Sencov si è rifiutato di prendere la cittadinanza russa, ma afferma che essa gli è stata imposta lo stesso: per questa ragione sarebbe sfumata la possibilità di uno scambio di prigionieri tra Russia ed Ucraina. Secondo Sencov, è stato privato della sua cittadinanza ucraina.

### Processo
Il 21 luglio 2015 Sencov è stato processato per terrorismo in Russia tra le proteste internazionali e una lettera aperta di importanti registi europei come Pedro Almodóvar, Ken Loach, Béla Tarr e Wim Wenders.
Il principale testimone dell'accusa, Gennadij Afanas'ev, ha ritirato la sua testimonianza in tribunale il 31 luglio, dicendo che è stata data sotto costrizione. Secondo l'avvocato di Afanas'ev, il suo assistito fu in realtà torturato con l'uso della corrente elettrica.
Il 25 agosto 2015, un tribunale russo di Rostov sul Don condanna Sencov a 20 anni di carcere. Viene quindi imprigionato a Jakutsk. Sencov ha inizialmente scontato la sua condanna nella repubblica russa della Jacuzia. Nel settembre 2017 viene trasferito nella prigione più a nord della Russia, a Labytnangi, nel Circondario autonomo Jamalo-Nenec. Declina le visite della sua famiglia dopo aver notato che una volta che i visitatori lasciano gli altri prigionieri, questi "cadono in una terribile profonda depressione". Nell'ottobre 2016 la Russia ha rifiutato di estradare Sencov in Ucraina, sostenendo che è un cittadino russo.
Il processo è stato definito da Amnesty International palesemente irregolare.

### Detenzione
Sencov ha scontato la sua pena a Labytnangi, nel Circondario autonomo Jamalo-Nenec. Il 14 maggio 2018 ha iniziato uno sciopero della fame a tempo indeterminato per protestare contro la detenzione di tutti i prigionieri politici ucraini in Russia, chiedendo la loro liberazione.

## Reazioni

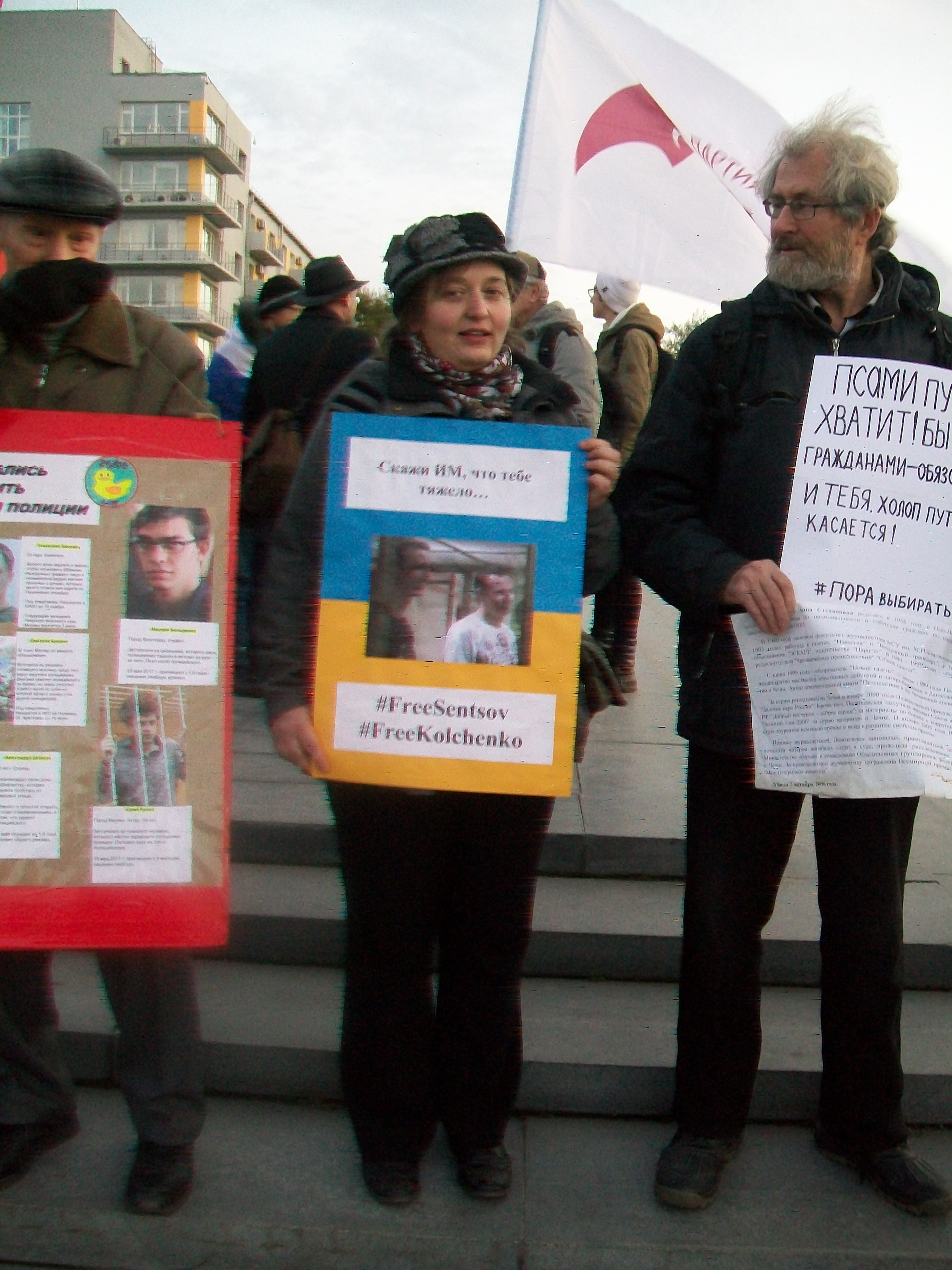
La femminista Jana Lysakova a un picchetto in difesa dei prigionieri politici a Ekaterinburg, 6 ottobre 2017.

### Ucraina
Secondo il difensore civico dell'Ucraina Valerija Lutkovs'ka, la decisione della corte di Rostov nei confronti degli ucraini Sencov e Kol'čenko costituisce una discriminazione sull'origine nazionale.
Il Ministero degli Esteri ucraino, in una dichiarazione sul suo sito web, ha definito il processo "una farsa giudiziaria".

### Russia
Il 26 giugno 2014 il Consiglio presidenziale per i diritti umani della Russia ha rivolto un appello al vice procuratore generale Viktor Grin per esaminare le circostanze relative agli arresti di Sencov e Kol'čenko. Una risposta, pubblicata sul sito web del comune, ha dichiarato che i pubblici ministeri non hanno trovato "nessun motivo" per alterare la detenzione di uno dei due sospetti.
Più di 60 membri del centro russo PEN center e diversi importanti registi russi hanno espresso il loro sostegno, tra cui Nikita Michalkov (noto sostenitore del governo russo), Andrej Zvjagincev e Aleksandr Sokurov.
Il Centro Memorial per i diritti umani ha dichiarato che Sencov e Kol'čenko sono prigionieri politici in Russia.

### Internazionale
L'Unione europea e gli Stati Uniti hanno condannato la detenzione di Sencov e hanno chiesto la sua liberazione
L'Alto rappresentante dell'Unione europea per la politica estera e di sicurezza Federica Mogherini ha dichiarato che "l'UE ritiene che il caso sia in violazione del diritto internazionale e degli standard elementari di giustizia".
I Governi occidentali, Amnesty International ("spettacolo dimostrativo rievocativo dell'era stalinista") e il vicepresidente della European Film Academy Mike Downey hanno descritto il procedimento come un "processo dimostrativo".
Gli Stati Uniti hanno definito la condanna "un errore giudiziario", affermando che "il Sig. Sencov e il Sig. Kol'čenko sono stati presi di mira dalle autorità a causa della loro opposizione alla tentata annessione della Crimea da parte della Russia". Dicendo che Sencov e Kolchenko sono stati "presi in ostaggio in territorio ucraino", ha invitato la Federazione Russa ad "attuare gli impegni presi nella firma degli accordi di Minsk rilasciando immediatamente Sencov, Kol'čenko, Nadežda Savčenko e tutti gli altri ostaggi rimasti".
L'inviato speciale del governo tedesco per i diritti umani e gli affari umanitari ha detto in una dichiarazione che è stato "scosso" dalla gravità delle sentenze e ha esortato la Russia a rispettare le norme del Consiglio d'Europa per il trattamento dei prigionieri.
I registi europei Agnieszka Holland, Ken Loach, Mike Leigh e Pedro Almodóvar hanno firmato una lettera del 10 giugno 2014 della European Film Academy alle autorità russe, chiedendo che le accuse contro Sencov venissero abbandonate e si iniziase a investigare sulle accuse di tortura. Il regista iraniano Mohsen Makhmalbaf ha dedicato la sua vittoria al Robert Bresson Prize 2015 accordato durante il Festival del cinema di Venezia a Sencov, chiamando la convinzione di una "grande ingiustizia" e la frase "una mossa per intimidire tutta la società russa, specialmente gli intellettuali e gli artisti".
Il 14 giugno 2018, il Parlamento europeo ha sostenuto una risoluzione sulla liberazione immediata di Sencov e di altri prigionieri politici ucraini. Prima del voto, tutti i principali gruppi politici del Parlamento europeo, nel discutere la situazione dei diritti umani in Russia, hanno chiesto il rilascio di Sencov e di altri 158 prigionieri politici detenuti nel paese. I partecipanti al dibattito hanno sottolineato la necessità di continuare la pressione delle sanzioni su Cremlino e i leader e i diplomatici europei hanno esortato a non partecipare ai Campionati del mondo di calcio, iniziati il 14 giugno in Russia.
Il 15 giugno 2018 il Sejm della Polonia ha adottato una risoluzione che chiede il rilascio di ucraini imprigionati in Russia per motivi politici. Nella risoluzione i deputati chiedono, in particolare, di liberare Sencov, Kol'čenko e Roman Suščenko.

## Rilascio

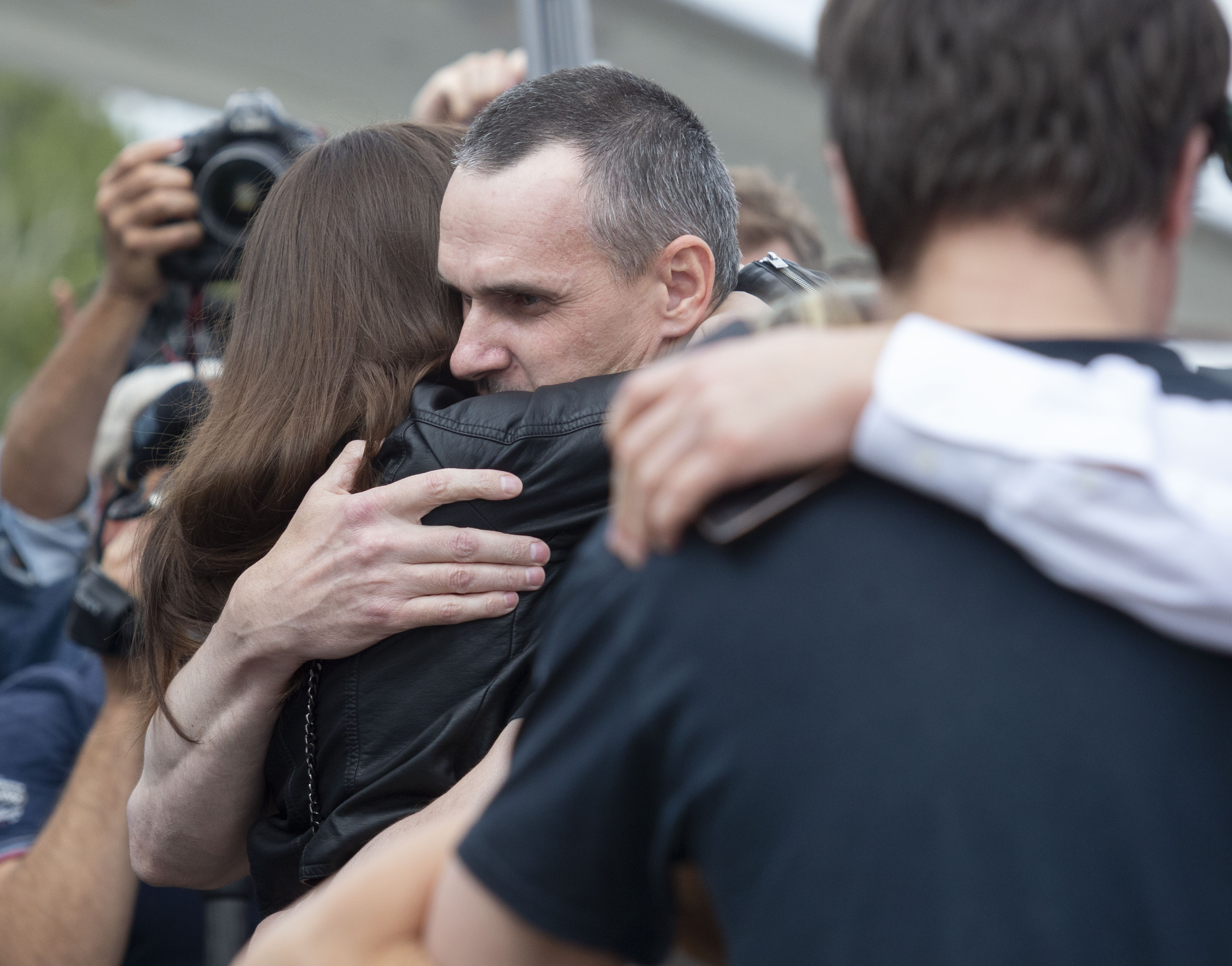
Il ritorno di Senzov in Ucraina

Il 7 settembre 2019 Sencov è stato rilasciato nell'ambito di uno scambio di prigionieri tra Ucraina e Russia che prevedeva la scarcerazione di 35 prigionieri per parte. Oltre a lui sono stati rilasciati, tra gli altri, Oleksandr Kol'čenko, Roman Suščenko e i 24 marinai catturati dai russi l'anno prima in seguito a uno scontro nello Stretto di Kerč'; gli ex detenuti sono stati trasferiti a Kiev in aereo.

## Vita privata
Ha due figli, Alina e Vlad.

## Opere

### Film
- Gamer (2011), documentario
- Rhino (2013), non finito[57]
- Process: Russian state vs Oleg Sentsov (2017), documentario[58]
- Nomery (2020)

### Prosa
- Купите книгу — она смешная (Buy the book, it is funny, 2014)[59]
- Рассказы (Tales. Kiev: Laurus, 2015)

### Drammaturgia
- Номера (Nomera)[60][61].

## Onorificenze

### Riconoscimenti
- Premio Nazionale Taras Ševčenko (2016) per Gamer e Rhino[65]
- Premio Sakharov per la libertà di pensiero (2018)[66][67]
- European Memory and Conscience Platform Award (14 novembre 2018)[68]
- Serhiy Magnitsky International Prize for Investigative Journalism and Human Rights in the World (16 novembre 2018)[69]
- Pro Dignitate Humana Award (23 ottobre 2018)[70]
- Neptune Award of the Solidarity of Arts Festival (23 agosto 2019)[71]
- Stanisław Vincenz City Award (2020)[72]